# Macronassa macromera
Macronassa macromera is een vlokreeftensoort uit de familie van de Lysianassidae. De wetenschappelijke naam van de soort is voor het eerst geldig gepubliceerd in 1916 door Clarence Raymond Shoemaker.